# Евроамериканский кубок
Евроамериканский кубок (исп. Copa EuroAmericana) — международный клубный футбольный товарищеский турнир, в котором участвуют клубы из Европы и Северной и Южной Америки. Спонсором и организатором турнира является телекомпания DirecTV. Клубы получают возможность участвовать в турнире по приглашению или прямому спонсорству.

## Трофей
Победивший континент получает трофей Джеймса и Томаса Хоггов. Этот трофей, созданный чилийско-бразильской художницей Кариной де Оливейрой и изваянный аргентинским скульптором Натали Вибером, был вдохновлён эмблемой турнира и символизмом исторического противостояния между Европой и Америкой, которое восходит к Олимпийским играм в Париже в 1924 году.
Трофей назван в честь братьев Джеймса и Томаса Хогга, кто в 1867 году возглавил группу единомышленников, которые решили провести, после уведомления в еженедельнике The Standard, встречу, чтобы привести в движение развитие футбола. Этот факт считается началом развития футбола в Америке.
В последнем матче турнира, команда, представляющая победивший континент, получает оригинальный трофей. Остальные команды континента получают уменьшенные копии трофея.
Победитель каждого матча турнира получает Трофей DirecTV как промежуточный чемпион.

## Победители
| Сезон                       | Победитель | Результат | Вице-чемпион | Клубы континента-чемпиона                     | Клубы континента-вице-чемпиона                                      |
| --------------------------- | ---------- | --------- | ------------ | --------------------------------------------- | ------------------------------------------------------------------- |
| Евроамериканский кубок 2013 | Европа     | 6-2       | Америка      | Атлетико Мадрид (2) Порту (2) Севилья (2)     | Атлетико Насьональ (1) Эстудиантес (1)                              |
| Евроамериканский кубок 2014 | Европа     | 5-4       | Америка      | Монако (2) Фиорентина (2) Атлетико Мадрид (1) | Альянса Лима (1) Универсидад Католика (1) Америка (1) Палмейрас (1) |

## Промежуточные чемпионы Евроамериканского кубка
В Евроамериканском кубке играются различные игры, в каждом матче победитель как промежуточный чемпион получает Трофей DirecTV, награду, проспонсированную этой компанией.

### Таблица почёта DirecTV
| Матч                        | Место                     | Дата           | Чемпион              |
| --------------------------- | ------------------------- | -------------- | -------------------- |
| Евроамериканский кубок 2013 |                           |                |                      |
| 1                           | Сантьяго, Чили            | 20 июля 2013   | Севилья              |
| 2                           | Пуэрто-ла-Крус, Венесуэла | 21 июля 2013   | Порту                |
| 3                           | Медельин, Колумбия        | 23 июля 2013   | Атлетико Насьональ   |
| 4                           | Богота, Колумбия          | 24 июля 2013   | Порту                |
| 5                           | Гуаякиль, Эквадор         | 26 июля 2013   | Севилья              |
| 6                           | Ла-Плата, Аргентина       | 27 июля 2013   | Эстудиантес          |
| 7                           | Лима, Перу                | 31 июля 2013   | Атлетико Мадрид      |
| 8                           | Монтевидео, Уругвай       | 4 августа 2013 | Атлетико Мадрид      |
| Евроамериканский кубок 2014 |                           |                |                      |
| 1                           | Барранкилья, Колумбия     | 20 июля 2014   | Монако               |
| 2                           | Майами, США               | 23 июля 2014   | Монако               |
| 3                           | Ла-Плата, Аргентина       | 26 июля 2014   | Фиорентина           |
| 4                           | Лима, Перу                | 26 июля 2014   | Альянса Лима         |
| 5                           | Сан-Хосе, США             | 27 июля 2014   | Атлетико Мадрид      |
| 6                           | Сантьяго, Чили            | 29 июля 2014   | Универсидад Католика |
| 7                           | Мехико, Мексика           | 30 июля 2014   | Америка              |
| 8                           | Сан-Паулу, Бразилия       | 30 июля 2014   | Палмейрас            |
| 9                           | Лима, Перу                | 2 августа 2014 | Фиорентина           |